# Lloyd Doyley
Lloyd Colin Doyley (ur. 1 grudnia 1982 roku) – jamajski piłkarz grający na pozycji obrońcy. Zawodnik klubu Colchester United.

## Kariera
Doyley jest wychowankiem Watford. W pierwszym zespole zadebiutował w meczu z Birmingham City rozegranym 26 września 2001 roku. W sezonie 2004/05 stał się podstawowym graczem zespołu. Z drużyną doszedł do półfinału Pucharu Ligi, w którym przegrali z Liverpoolem. W sezonie 2005/06 awansował do Premier League przez play-offy, w których zmierzył się z Crystal Palace i Leeds United.
Pierwszego gola w barwach klubu trafił w 269 meczu dla klubu. Stało się to 7 grudnia 2009 roku w meczu z QPR. 2 kwietnia 2013 roku zagrał 400 mecz w Watford.
W marcu 2013 roku został powołany do reprezentacji Jamajki. 27 marca 2013 roku zadebiutował w meczu z Kostaryką.